# Perinealtasche

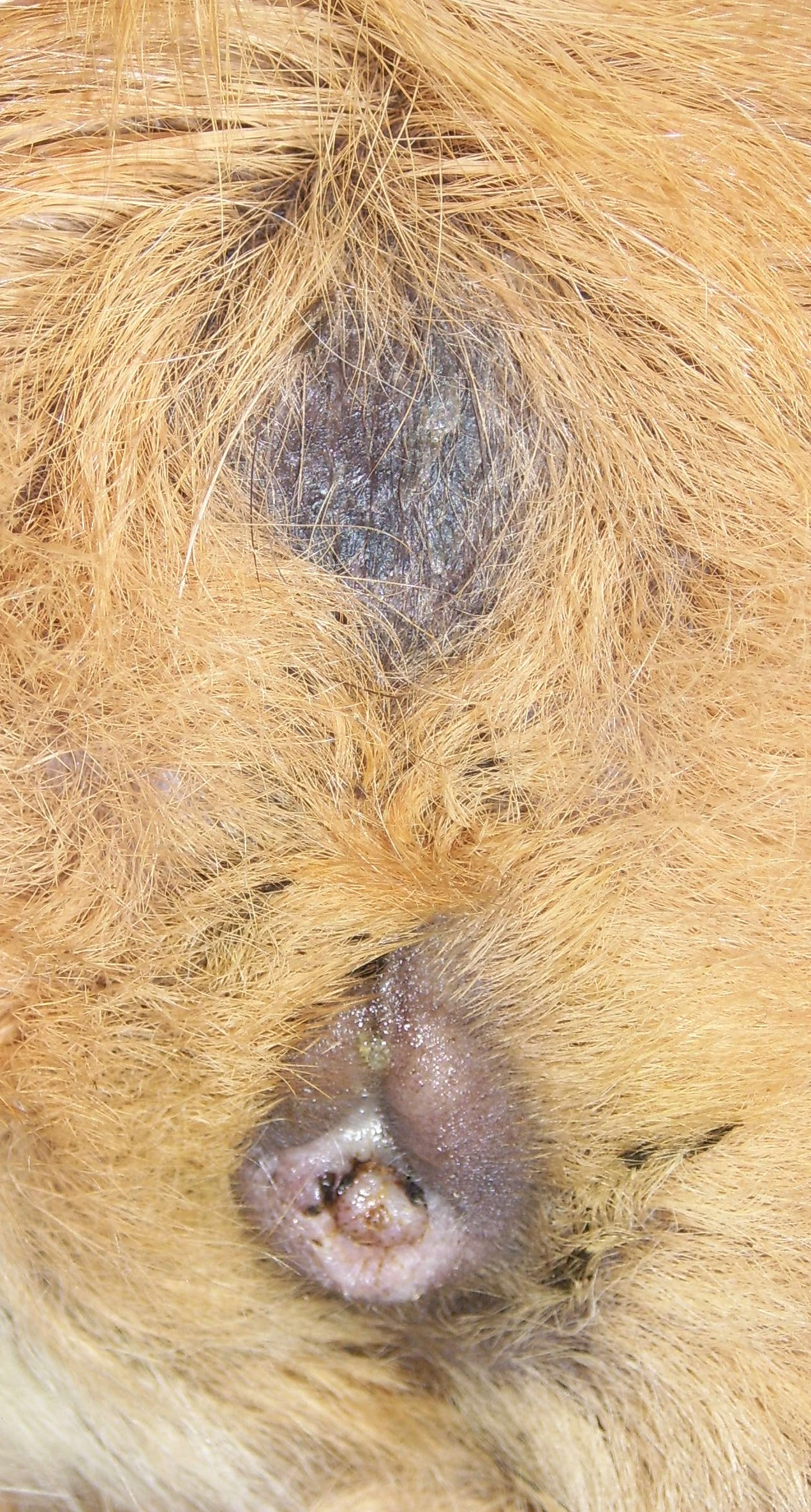
Schwarzes krümeliges Sekret an der Perinealtasche (unten im Bild), im oberen Bildbereich ist die Kaudaldrüse sichtbar

Die Perinealtasche (Bursa perinealis) ist eine besondere Hautdrüsenbildung bei Meerschweinchen. Es handelt sich um eine taschenartige, etwa 1 cm tiefe Hauteinstülpung im Bereich des Damms (Perineum), also der Region zwischen Anus und Geschlechtsöffnung. In die Perinealtasche münden zahlreiche Perinealdrüsen (Glandulae perineales), die ein fettiges Sekret absondern, das zusammen mit abgestoßenen Hornzellen in die Perinealtasche abgegeben wird. Erst durch das Verweilen in diesem Hohlraum entstehen die typischen, vermutlich sexuell wirkenden Duftstoffe. Die Perinealtasche ist bei beiden Geschlechtern vorhanden, ihre Ausbildung ist bei männlichen Tieren aber ausgeprägter. Die Sekretion wird durch Androgene stimuliert, nach einer Kastration bilden sich die Perinealdrüsen zurück.
Gelegentlich kommt es zur Verstopfung der Perinealtasche, meist im Zusammenhang mit einer zu weichen Kotkonsistenz bei männlichen, älteren Tieren. Die genaue Ursache für solche Verstopfungen ist jedoch unbekannt. Die Perinealtasche muss dann manuell ausgeräumt und mit einer milden antiseptischen Lösung gespült werden.